# شحرور بريور
شُحرُور بريور أو الشُحرُور البريوريّ هو نوٌ متوسط الحجم من شحارير العالم الجديد، سُميت تيمنًا بعالم الطيور الأمريكي طوماس مايو بريور. تتمتَّعُ البوالغ بمنقار مستدق الرأس، والذكور منها سوداء الريش، أمَّا الإناث فرماديَّة داكنة. يمتلكُ الذكر عينان صفراوتان باهتتان، أمّا الأنثى فعيناها قاتمة.
يتشابه هذا النوع مع المُمثل الآخر لجنس صدئة الريش، ألا وهو الشُحرُور الصدئ (Euphagus carolinus)، غير أنً شُحرُور بريور أقصر منقارًا، والذكور منه تمتلك رأسًا مُقزَّحًا بالبنفسجيّ. يُمكنُ لغير العارف أن يُخطئ هذا الطائر بالسَّواديَّة المألوفة، لكن يسهل تميزها عبر ذيلها الأقصر، كما يُمكن اعتبارها زرازيرٌ أوروبيَّة من على بُعد، غير أن الأخيرة أقصر منها جسدًا وذيلًا كما أنَّ مناقيرها أكثر نحافةً. التغريد عبارة عن زقزقة حادَّة مُميزة.
تقطنُ هذه الطيور المناطق المكشوفة وشبه المكشوفة، قُرب مصدرٍ للمياه غالبًا، عبر وسط وغرب أمريكا الشماليَّة. العُش عبارة عن كأسٍ يُمكنُ العثور عليها في طائفةٍ من الأمكنة، مثل: الأشجار، والأعشاب الطويلة، أو الأجرف الصخريَّة. غالبًا ما تُعششُ هذه الطيور في مُستعمرات.
الجمهرات مستوطنة القسم الغربي من الولايات المُتحدة وكندا مُقيمة بصفة دائمة، أمَّا الجمهرات الأخرى فتهاجر إلى جنوب غرب الولايات المُتحدة والمكسيك. وسَّعت هذه الطيور نطاق موطنها حتى أصبح يشمل اليوم منطقة البُحيرات العظمى شرقًا.
تسعى شحارير بريور وراء طعامها في الأمواه الضحلة أو في الحقول، وأغلب غذائها يتكوَّن من البزور والحشرات، التي تلتقطها أحيانًا أثناء الطيران، وبعض ثمار العليَّق. تقتاتُ في أسرابٍ كبيرة خارج موسم التزاوج، وتختلطُ مع أنواعٍ أخرى من الشحارير في بعض الأحيان. يُصنِّفها الاتحاد العالمي للحفاظ على الطبيعة (IUCN) أنها غير مُهددة على الإطلاق.
عرفت جُمهرات هذه الطيور ازديادًا ملحوظًا في أعدادها بفعل النشاطات البشريَّة، فقد أدّت إزالة البشر للغابات وتوسيع رقعة المزارع والحقول إلى ارتفاع عدد هذه الطيور التي تُفضّلُ الموائل المكشوفة، على أنَّ بعض الإحصاءات تشيرُ إلى تراجعٍ محليّ في أعداد بعض الجمهرات، ومنها الجمهرة قاطنة ولاية واشنطن الأمريكيَّة، المُستندة على بيانات إحصاء الميلاد للطيور الذي أُجري خلال العقود الثلاثة الأخيرة من القرن العشرين، وقد أظهر الإحصاء أيضًا أن عددها عاد ليرتفع بشكلٍ بسيط خلال الفترة المُمتدة بين عاميّ 1980 و2002.
شحارير بريور طيورٌ واسعة الحيلة، قادرة على التأقلم مع تغيّر الظروف، فقد تكيَّفت مع التغييرات الكثيفة التي أجرها البشر لبيئتها خلال القرنين التاسع عشر والعشرين، وأصبحت اليوم تألف وجود الإنسان على مقربةٍ منها، بل ووسَّعت نطاق موطنها شرقًا حتى بلغت غربي ولاية مينيسوتا، مُستغلَّةً الأراضي الزراعيَّة وما يُزرع فيها من محاصيل لصالحها، وقد أدّت هذه العادة الأخيرة إلى تصنيفها كآفةٍ زراعيَّة من قِبل المُزارعين، فأخذ قسمٌ منهم يصطادها ويضع لها السُمّ.

## الوصف

### القد والهيئة الخارجيَّة

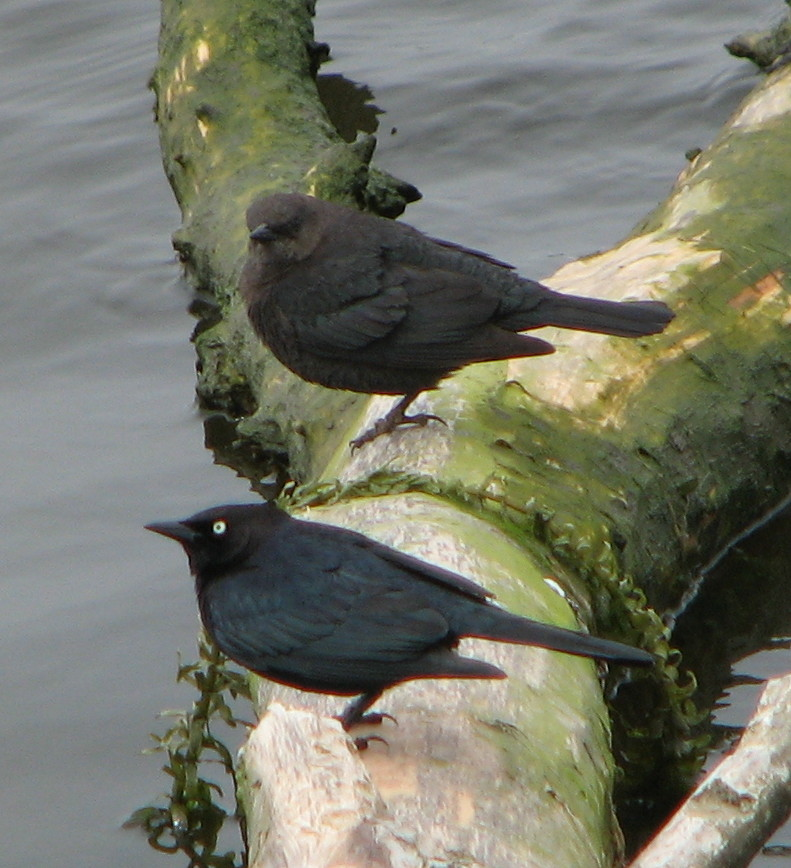
ذكر (في الأسفل) وأنثى (في الأعلى) جاثمان على جذعٍ ساقط. لاحظ الفرق في كِسوة كُلٍّ منهما.

شحارير بريور شحاريرٌ صغيرة الحجم، ذات قوائم طويلة، وهيئتها الخرجيَّة نمطيَّة عند أغلب الشحارير الأمريكيَّة: فذيلها طويل يوازن الجسد، ورأسها مستدير، ومنقارها مُستدق طويل، غليظ القاعدة. يظهرُ الذيل عند الذكور الجاثمة وكأنَّه أعرض من العادة، ومستديرٌ عند الطرف.

### الكِسوة

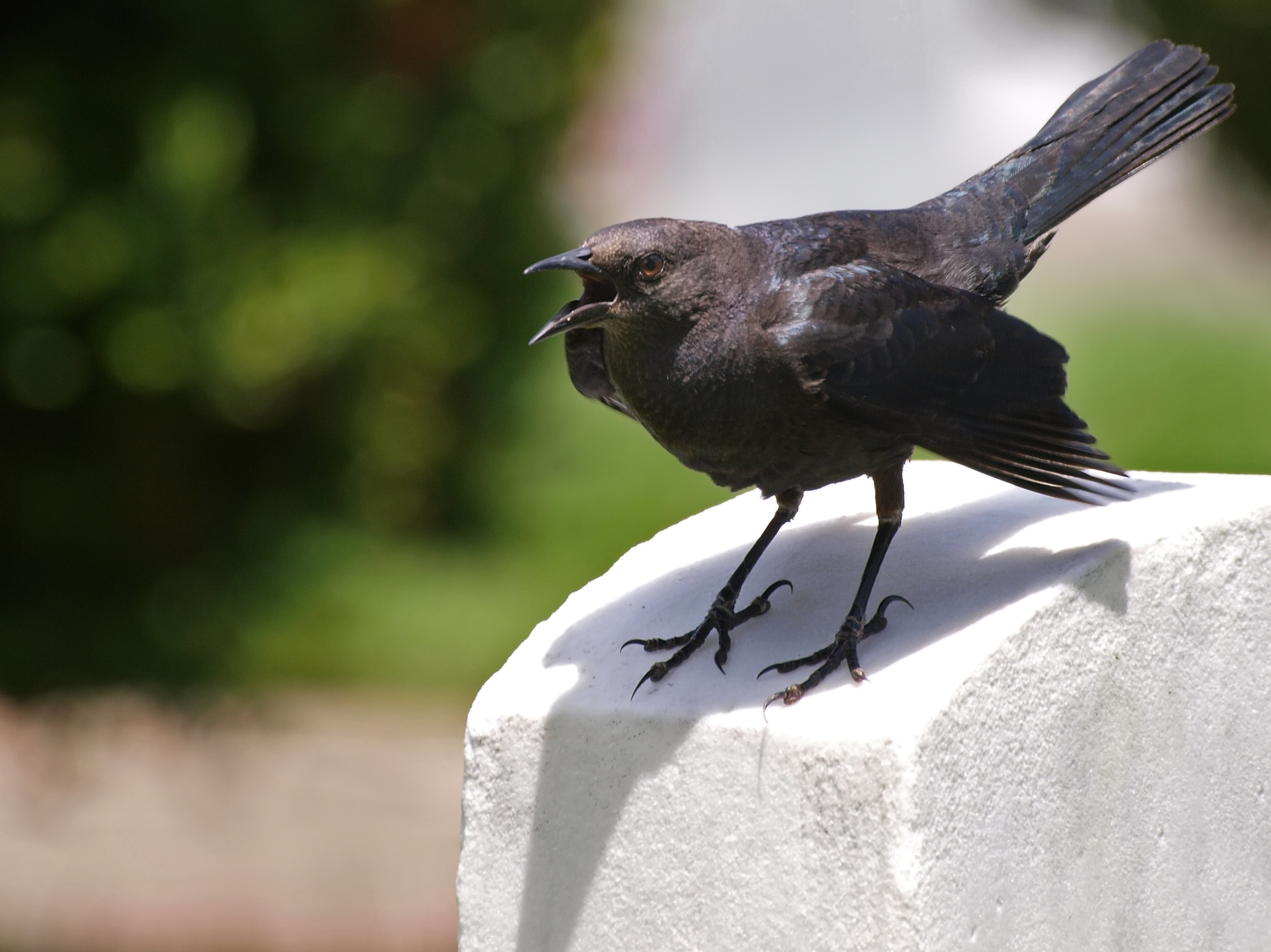
أنثى تصوّت لحماية عشّها.

تكتسي الذكور البالغة المُفرخة بريشٍ أسود لمَّاع على كامل الجسد، وتتمتع بعيونٍ صفراء لامعة، وريشها مُتقزّح بالزرقة على الرأس، يتحوَّلُ تدريجيًا إلى الخضار على باقي أنحاء الجسد. أمَّا الذكور غير المُفرخة، وتلك البالغة من العُمر عامًا واحدًا، فسوداء ضاربة إلى البُني، وتقزّح ريشها يظهرُ بشكلٍ أقل من تقزّح ريش البوالغ. الإناث بُنيَّة ضاربة إلى الرمادي في كِسوتها، وأقتم أجزاء جسدها هو اليل وأطراف الأجنحة، وعيناها داكنتان.

### الصوت
يُصدرُ كٍلا الجنسين نوعان من التغريد البدائي الأجش، الأوَّل عبارة عن سقسقةٍ حادَّة، تدوم حوالي 0.8 ثوانٍ، شبيهة بصوت بابٍ يُغلق وقد ضرب الصدأ مُفصلاته، وهو يبدو وكأنَّه بقيَّة من تغريد الشُحرُور أحمر الجناح. أمَّا التغريدة الثانية فهي عبارة عن قرقرة لاموسيقيّة، تدوم أيضًا أقلَّ من ثانية واحدة. تُصدرُ شحارير بريور صوتًا شبيه بأصوات الشحارير الأمريكيَّة الأخرى، يُمكن تشبيهه بصوت "تُشوك"، وهي لا تُصدره إلاّ نادرًا. غير أنَّ هُناك نمطًا منه يُستخدم كإشارةٍ للإنذار، ولطرد الدُخلاء، ولإخطار الفراخ بالخروج عند إحضار الطعام. تُصدرُ الذكور تصفيرًا انحساريًا واضحًا، يدوم حوالي 0.5 ثوانٍ فقط، وذلك عندما تضبطُ بازًا أو طائرًا جارحًا آخر. تتشاجرُ الإناث مع بعضها عبر إصدار نداءٍ شبيه بالزقزقة المُتتالية.

## الانتشار

### الموطن
يمتد موطن هذه الطيور عبر القسم الغربي من أمريكا الشماليَّة، فهي تُفرخُ في جنوبيّ كندا وأغلب الولايات المُتحدة، من المناطق الواقعة دون سطح البحر حتى ارتفاع أكثر من 8,000 قدم في الجبال الصخريَّة، أي جبال الروكي. الجمهرات الشماليَّة تشتو في الوسط الغربي وجنوب الولايات المُتحدة، والمكسيك.

### الموائل الطبيعيَّة
تسكنُ شحارير بريور طائفةً واسعة من الموائل الطبيعيَّة، مثل: الأراضي العُشبيَّة، والسبخات، والمروج، والأحراج، وأراضي الأشجار القمئيَّة الساحليَّة، وآجام السعادي والتشاپرال، بالإضافة للموائل بشريَّة الصنع، وفي ولاية واشنطن يُمكنُ رؤيتها في السهوب المُحيطة بمراعي الماشية بالأخص. هذه الطيور زائرةٌ منتظمة للحدائق المنزليَّة في القسم الشرقي من موطنها، ويمكنُ رؤيتها في ملاعب الگولف والحقول الزراعيَّة، وحتَّى في شوارع البلدات والمُدن، حيث تقبع على أسلاك الكهرباء وإشارات المرور. وفي المناطق حيث تتشاطر الموطن مع السَّواديَّات المألوفة، تسكن الشحارير الموائل المكشوفة، وتترك تلك الأخرى لأبناء عمومتها.

## السلوك

### التجمهر

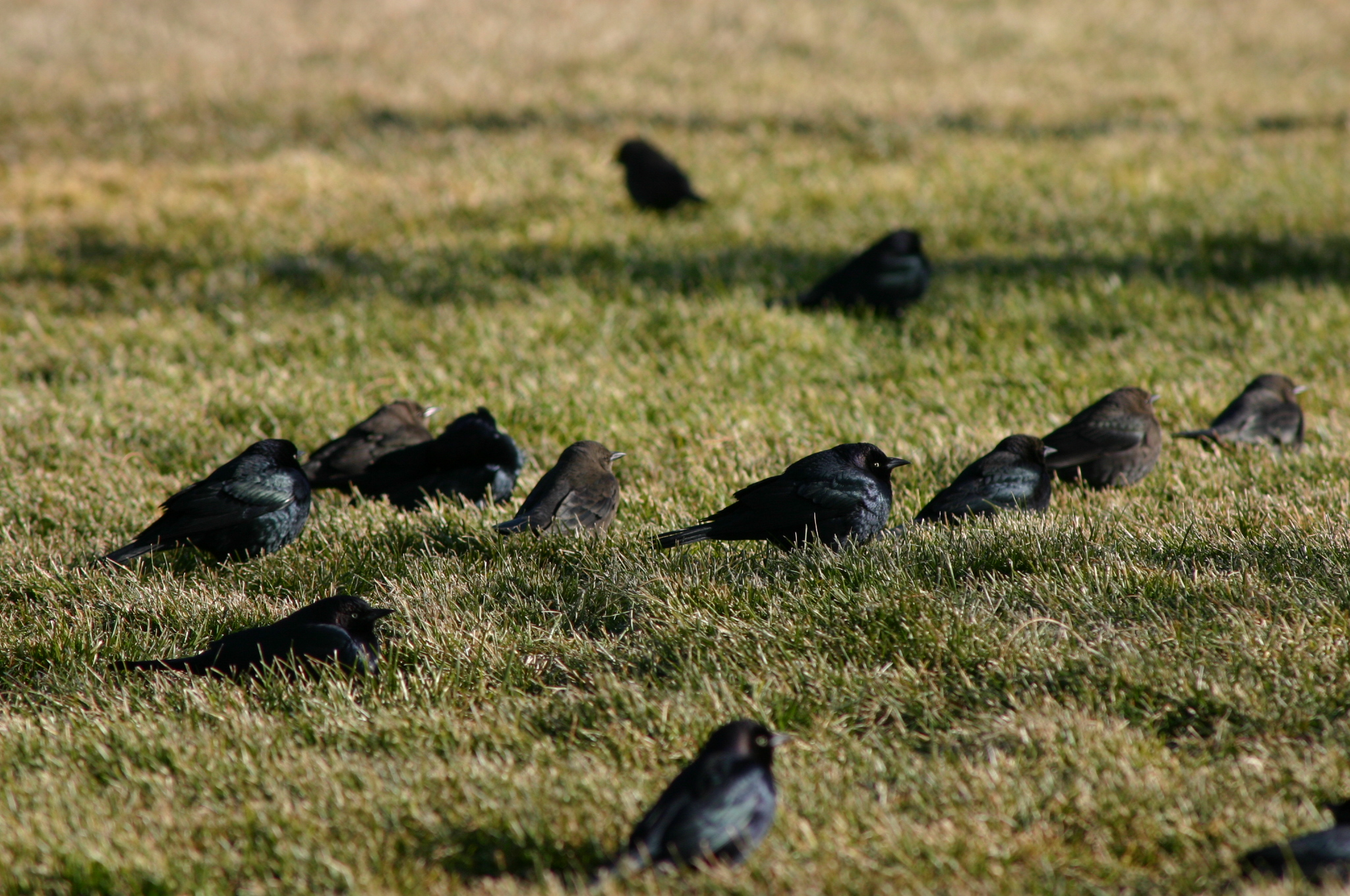
مجموعة من شحارير بريور مُتجمهرة في حقل.

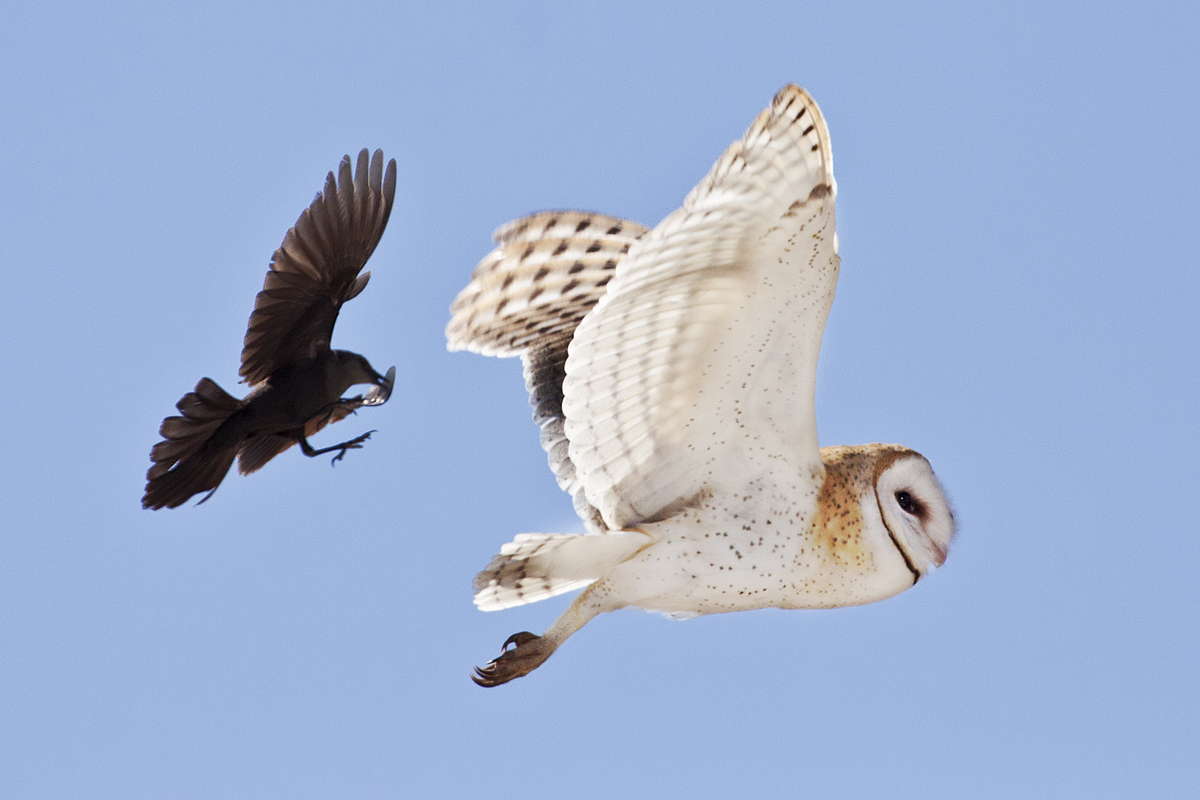
شُحرُور بريوريّ حارس يطردُ هامة بعيدًا عن أعشاش المُستعمرة.

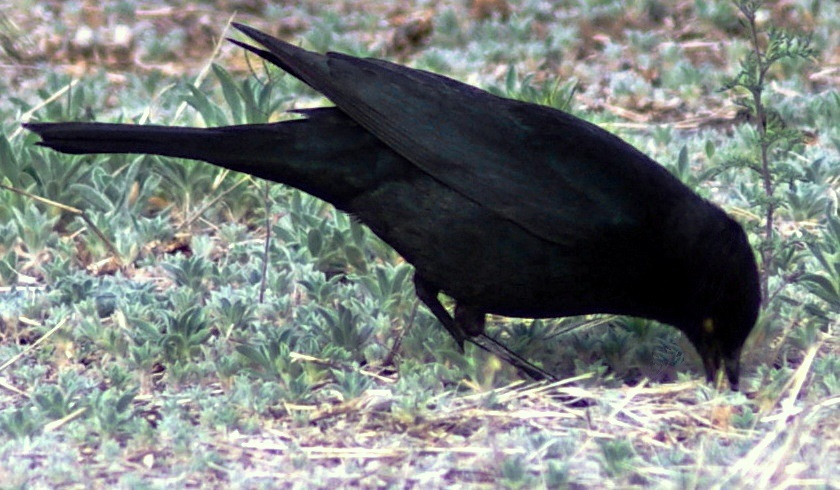
ذكر شُحرُور بريور يوسع فتحةً صغيرة في الأرض ليصل إلى الغذاء بداخلها حسب الظاهر.

تتجمهرُ هذه الطيور في أسرابٍ كبيرة خارج موسم التزاوج، لتبحث عن الطعام بشكلٍ جماعيّ، وكثيرًا ما تختلطُ مع أنواعٍ أخرى من شاكلة: العقعق أصفر المنقار، والسَّواديَّات، والشحارير حمراء الجناح، وشحارير البقر، والزرازير الأوروبيَّة الدخيلة على أمريكا الشماليَّة، كما يُمكنُ أن تُهاجر إلى موطنها الشتويّ في أسرابٍ مُختلطة. تتولى ذكور هذه الشحارير حراسة المجموعة، فتجثم في مكانٍ عالٍ لتُراقب البيزان، والبومات، والنوارس، وغيرها من الضواري التي يُحتمل أن تُشكّلَ تهديدًا للفراح والبوالغ على حدٍ سواء، فإن ضبطت خطرًا أصدرت نداء إنذار، ثم طارت باتجاهه وأخذت تهبط عليه وتنقره من الأعلى حتى تُرغمه على الفرار.

### الغذاء
تتغذى شحارير بريور على البزور والحبوب بشكلٍ رئيسيّ، لكن كما غيرها من الطيور الصغيرة، تستمرئ الحشرات بين الحين والآخر، وبالأخص خلال فصل الصيف، عندما تتكاثر تلك الأخيرة بشكلٍ جنونيّ فتُشكّلُ مصدر غذاءٍ مُغرٍ للطيور، فتُقبل على أكلها بنهم، وتلتقطها في بعض الأحيان أثناء طيرانها، كما يُمكن أن تنقرها من على ظهر الماشية. تقتات الشحارير قاطنة الموائل البشريَّة على أي نوعٍ من الطعام المتروك أو اللامحروس، فيراها المرء جاثمةً على مقربة من المزابل والمقاهي والمطاعم الرصيفيَّة بانتظار أن يُسقط أحدهم قطعة طعام لتهرع وتلتقطها. كما تمَّ توثيق افتراسها للضفادع الصغيرة، وفئران المروج، وفراخ بعض أنواع الطيور مُختلفة الأحجام، من تلك الصغيرة أمثال فراخ عصافير الدوري البريوريَّة، والكبيرة أمثال فراخ التدرّج المألوف. شوهدت بعض الأفراد قاطنة السبخات وهي تسير على إضمامات الزنبق الطافية على وجه الماء لتصطاد الحشرات المائيَّة.

### التفريخ
شحارير بريور أحاديَّة التزاوج، أي تكتفي بشريكٍ واحد طيلة حياتها، تُعشش في بعض الأحيان بُمستعمراتٍ ضخمة فضفاضة. تتولى الأنثى مهمة بناء العُش كأسيّ الشكل، مُستخدمةً في ذلك سوق النبات وبعض العيدان الخشبيَّة، وتبطّنه ببعض الأعشاب الجافَّة، والجُذيرات، والشعر. وفي بعض الأحيان تلجأ لاستخدام الطين أو السماد لإلصاق كُل المواد ببعضها. يستمر إنشاء العش لفترةٍ تتراوح بين 5 و10 أيام، ويتراوح عرضه عند الانتهاء حوالي 6 إنشات، ويصل عمقه إلى إنشين.
يُمكنُ لمستعمرة التعشيش أن تضمَّ حوالي 100 زوج، تنشأ بدايةً ببعض الإناث التي تختار مواقع تعشيشها على مقربةٍ من بعضها، ولمَّا يصل المزيد منها لا تلبث أن تجد الأمان في الأعداد، فتبقى إلى جانب أخواتها. يقع العُش على إحدى فروع الأشجار، وفي السنوات التي تتكاثرُ فيها الطيور بشكلٍ كبير، يُصبح بالإمكان العثور على الأعشاش في الجنبات المُنخفضة، كما يُمكن لهذه الشحارير أن تُعشش في حقول القصب والبوط، تارةً على الأرض، وتارةً في الفجوات الشجريَّة. يتراوح عدد البيض في الحضنة ما بين ثلاثة وسبعة، ولكن لا يُمكنُ رخم إلاّ ما بين 4 و6 منها، وتدوم فترة الرخم لما بين 12 و14 يومًا، ويتولّى كلٌ من الذكر والأنثى مُهمَّة إطعام الفراخ، التي تُغادر العُش بعد حوالي 13 أو 14 يومًا من الفقس. يُمكن للزوجان أن يُنتجا فقسةً واحدةً أو فقستان في السنة. أقصى أمد حياةٍ بلغه طائرٌ من هذا النوع كان 12.5 سنوات.

## الانحفاظ

### وضع الجمهرات المُهاجرة
بعضُ الجمهرات من شحارير بريور مُقيمة دائمة في موطنها، وبعضها الآخر (عادةً تلك المُفرخة في المناطق الشماليَّة الأكثر برودةً، أو في المناطق الأكثر ارتفاعًا كالجبال)، تُهاجرُ إلى مناطق أكثر اعتدالاً عندما يحلُّ الثلج والصقيع في موائلها. تُهاجرُ الطيور قاطنة المناطق العُليا هجرةً داخليَّة، فتنتقلُ من المُرتفعات إلى الأراضي المُنخفضة المُعتدلة، بما فيها الوديان الداخليَّة، أمَّا تلك قاطنة الأماكن الأكثر برودةً، فتهاجر إلى جنوب الولايات المتحدة، وإلى المكسيك، حيثُ تحظى دروب هجرتها بالحماية القانونيَّة.

### وضع الجمهرات ككل
إنَّ وضع الجمهرة الإجماليَّة لهذه الطيور يظهر بأنَّه مُستقر عبر جميع أنحاء موطنها، على الرغم من بعض المخاطر التي تُحدق بالنوع، وتشمل: القنص، والأسر، والتسميم العمدي وغير العمدي، وكُلُّ هذه إجراءات يتخذها المُزارعون لحماية محاصيلهم من تعدّي الطيور المُدمّر. غير أنَّ الزيادة في أعدادها ما كانت لتحصل أساسًا لولا النشاطات البشريَّة، فقد استفادت الشحارير من إزالة البشر للغابات وتوسيع رقعة الحقول والأراضي الزراعيَّة، فوسَّعت نطاق موطنها حتى شمل مناطق لم يسبق أن حلَّقت بها. أمَّا بالنسبة للوضع القانوني، فإنَّ شحارير بريور تحظى بالحماية الكاملة بموجب قانون الطيور المُهاجرة الأمريكيّ لسنة 1918.

## معرض الصور

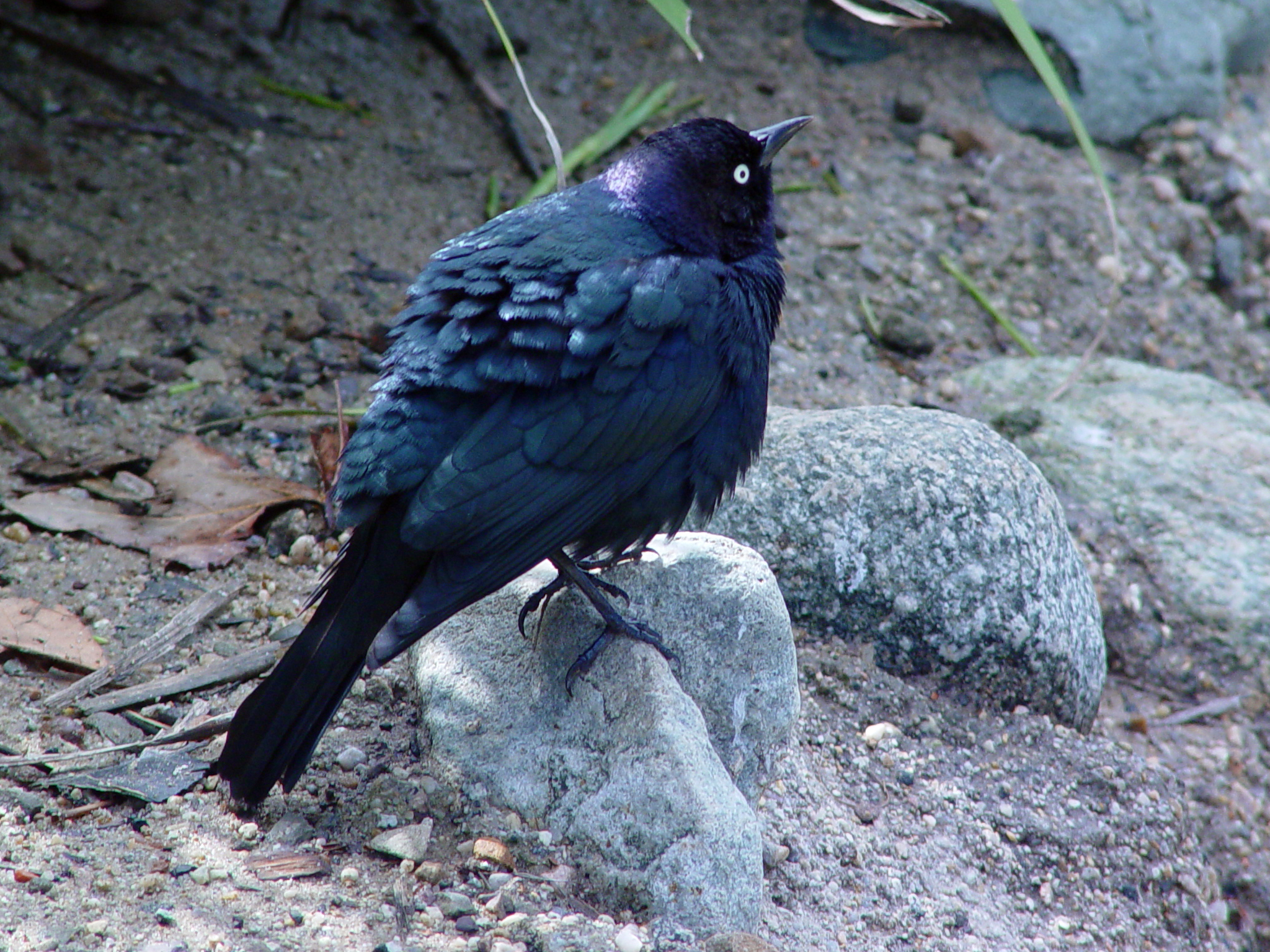
ذكر
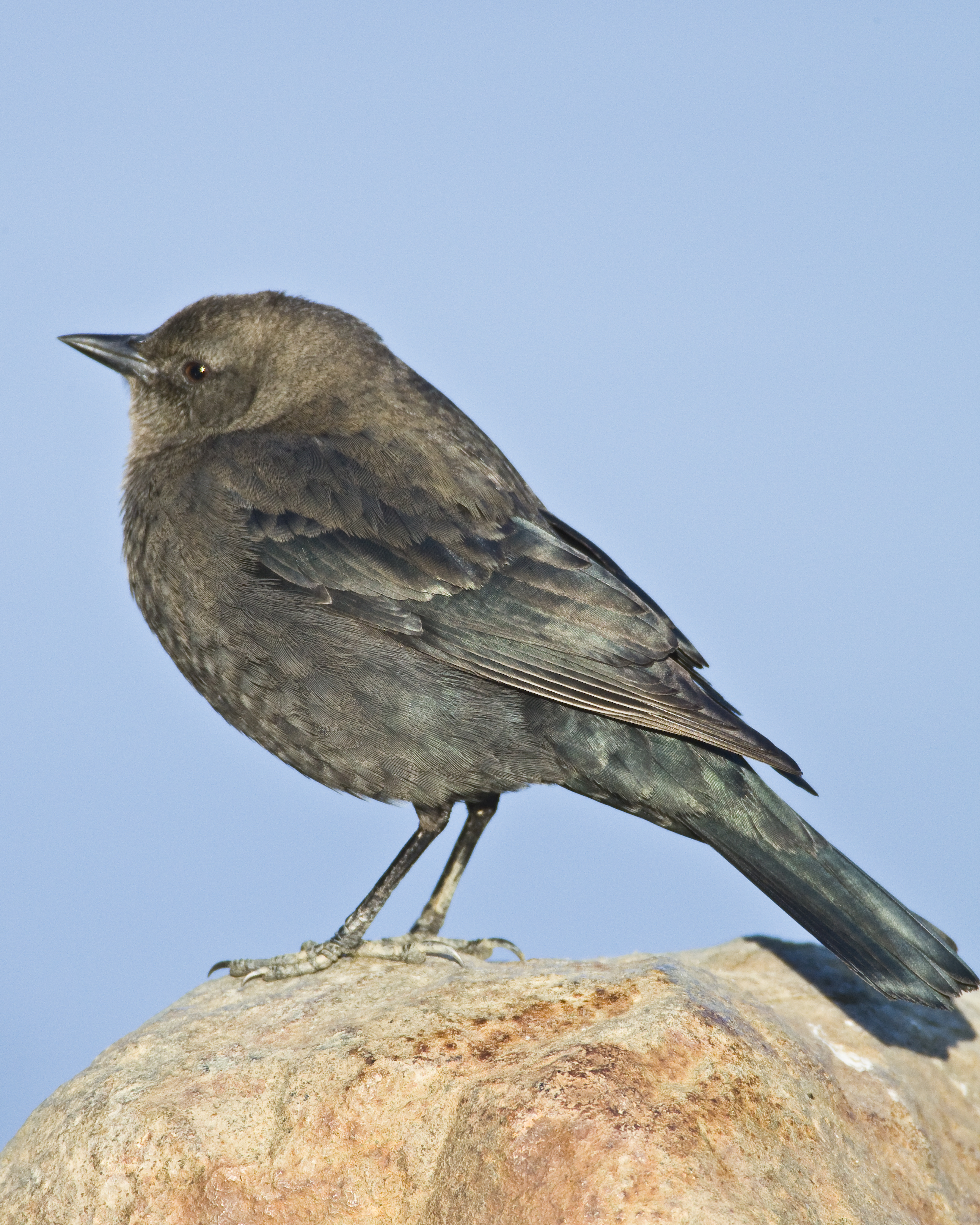
أنثى
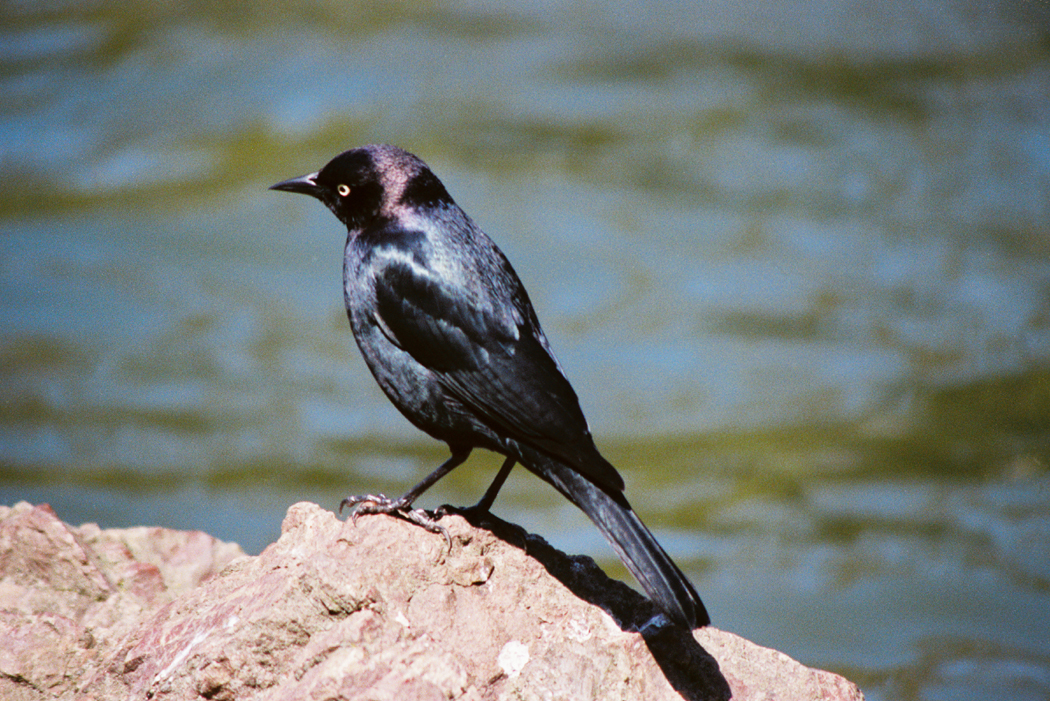
ذكرٌ مُقزَّح تصب عليه أشعة الشمس، لاحظ رأسه البنفسجيّ الذي يُشكّلُ إحدى علاماته المُميزة
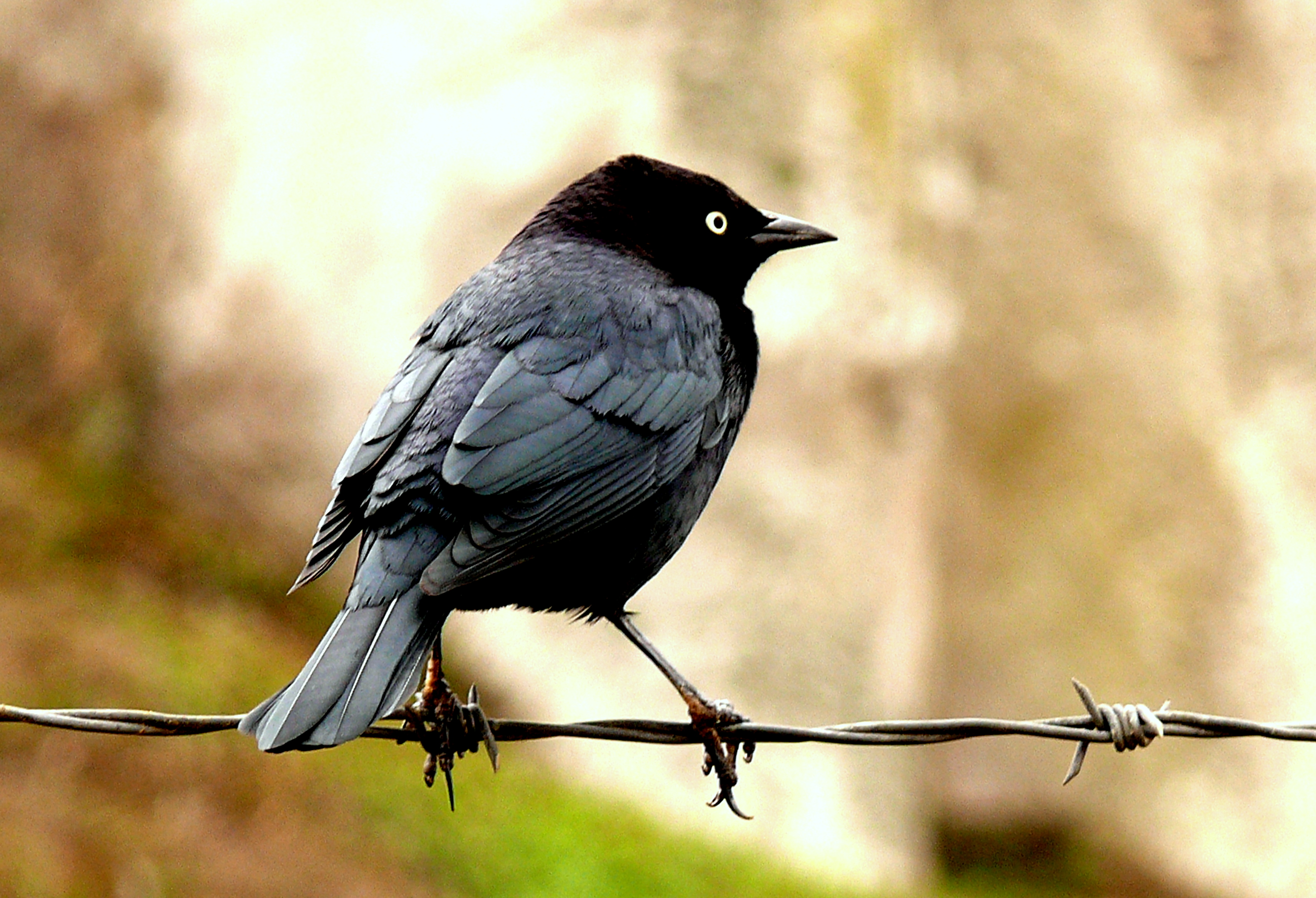
طائرٌ جاثم على سلك شائك
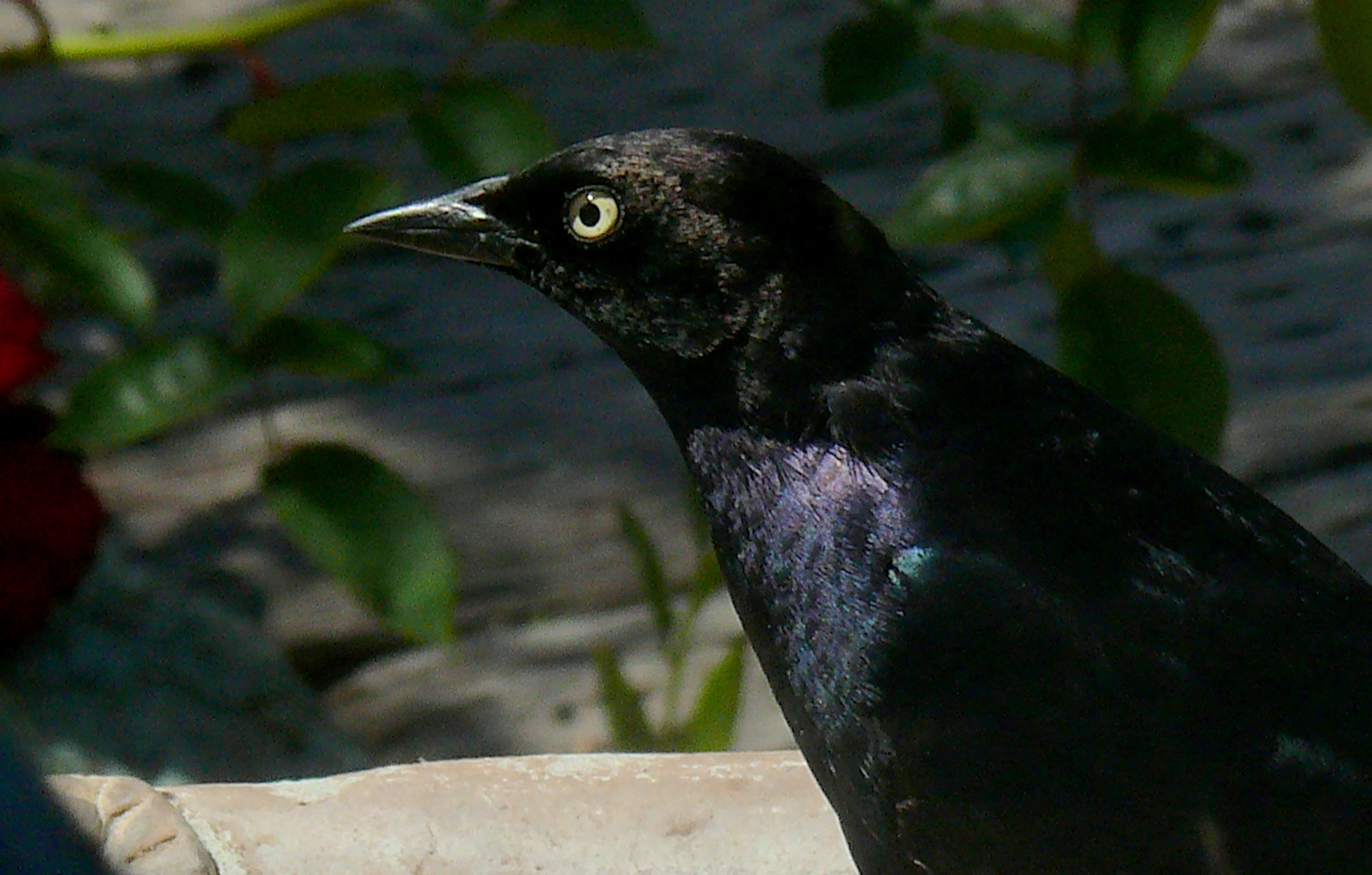
لقطةٌ مُقرَّبة لرأس طائر على إحدى الشُرفات المنزليَّة